# 당신만을 사랑해?
《당신만을 사랑해?》는 2006년 2월 18일에 MBC에서 방영한 베스트극장이다.

## 줄거리
아내가 갑작스레 교통사고로 죽었는데, 하나도 슬프지 않고, 수다쟁이 아내로부터의 해방이 기쁘기까지 하다. 그때 발견하는 아내의 다이어리. 사랑에 빠진 듯한 아내의 일기. 이건 배신이다.

## 등장 인물

### 주요 인물
- 김국진 : 문식(30대 중반) 역 - 영상자료원 팀장
- 이일화 : 희영(30대 중반) 역 - 전업주부

### 그 외 인물
- 이광기
- 이매리
- 이종구
- 이승환
- 구본임
- 새벽
- 정석규
- 신은경
- 이옥정
- 오창석
- 장현미
- 김승한
- 이준하
- 이예림